# کوه لوزن
کوه لوزن (به لاتین: Lozen Mountain) یک کوه در بلغارستان است که در بلغارستان واقع شده‌است. کوه لوزن ۱٬۱۹۰٫۲ متر بالاتر از سطح دریا واقع شده‌است.